# Daisy Nakalyango
Daisy Nakalyango (* 15. März 1994 in Mbarara) ist eine ugandische Badmintonspielerin. 

## Karriere
Daisy Nakalyango startete 2010 bei den Commonwealth Games. Bei ihren drei Starts in Mannschaft, Damendoppel und Dameneinzel schied sie dabei jeweils in der Vorrunde aus. Bei den Kenya International 2013 wurde sie Dritte im Mixed und Dritte im Einzel. Bei den Uganda International 2014 belegte sie Rang drei im Doppel.